# USS Dewey
USS Dewey je ime več plovil vojne mornarice ZDA:
- USS Dewey (DDG-105)
- USS Dewey (DD-349)
- USS Dewey (DDG-45)
- USS Dewey (DL-14)